# Ruta 252 (Costa Rica)
La Ruta 252, oficialmente Ruta Nacional Secundaria 252, es una ruta nacional de Costa Rica ubicada en la provincia de San José.

## Descripción
En la provincia de San José, la ruta atraviesa el cantón de Curridabat (los distritos de Curridabat, Sánchez).

## Historia
Esta ruta presta continuidad al segmento de la Autopista Florencio del Castillo de la Ruta 2 hacia el centro de Curridabat. Actualmente se encuentra inconclusa debido a las obras no ejecutadas para unir la carretera de Circunvalación a la altura de Zapote.
Se han barajado las opciones de la construcción de un túnel para evitar expropiaciones en la zona que se encuentra altamente desarrollada, pero dicha opción se desecho por su alto costo y complejidad constructiva. La otra opción es la construcción de un viaducto de  4 carriles que finalice la autopista .